# Соловйове (Конотопський район)
Соловйове́ — колишнє село в Україні, у Новослобідській сільській громаді Конотопського району Сумської області. Населення становило 4 особи на 2001 р. До 2020 орган місцевого самоврядування — Мазівська сільська рада.

## Географія
Село Соловйове знаходилось на лівому березі річки Вільшанка, неподалік від її витоків, нижче за течією за 2 км розташоване село Почепці.

## Історія
12 червня 2020 року, відповідно до розпорядження Кабінету Міністрів України № 723-р «Про визначення адміністративних центрів та затвердження територій територіальних громад Сумської області», село увійшло до складу Новослобідської сільської громади.
19 липня 2020 року, в результаті адміністративно-територіальної реформи та ліквідації Путивльського району, увійшло до складу новоутвореного Конотопського району.
29 жовтня 2021 року, рішенням Сумської обласної ради, виключено з облікових даних.